# Madeleine Arthur
Madeleine Arthur (Vancouver, 10 marzo 1997) è un'attrice canadese naturalizzata statunitense, nota per il ruolo della giovane Willa Warren nella serie drammatica della ABC The Family.
Ha interpretato Jane Keane, la figlia del personaggio di Amy Adams, nel film biografico di Tim Burton Big Eyes (2014). Arthur ha anche avuto ruoli secondari in The Killing, The Tomorrow People e Supernatural, e nel 2022 è la coprotagonista della serie TV Il diavolo in Ohio.

## Biografia
Nata e cresciuta a Vancouver, ha frequentato la Sir Winston Churchill Secondary School. Parla fluentemente francese.

## Filmografia

### Cinema
- Grace - Posseduta (Grace: The Possession), regia di Jeff Chan (2014)
- Big Eyes, regia di Tim Burton (2014)
- The Wolf Who Came to Dinner, regia di Jem Garrard – cortometraggio (2015)
- Echo and Solomon, regia di Jem Garrard – cortometraggio (2017)
- Tutte le volte che ho scritto ti amo (To All the Boys I've Loved Before), regia di Susan Johnson (2018)
- Il colore venuto dallo spazio (Color Out of Space), regia di Richard Stanley (2019)
- P. S. Ti amo ancora (To All the Boys: P.S. I Still Love You), regia di Michael Fimognari (2020)
- Tua per sempre (To All the Boys: Always and Forever, Lara Jean), regia di Michael Fimognari (2021)
- Love You, Mama, regia di Alexandra Magistro – cortometraggio (2022)
- The Wrong Paris, regia di Janeen Damian (2025)

### Televisione
- R. L. Stine's The Haunting Hour – serie TV, episodio 2x12 (2011)
- The Killing – serie TV, episodio 3x09 (2013)
- Spooksville – serie TV, episodio 1x10 (2013)
- The Tomorrow People – serie TV, 4 episodi (2014)
- Supernatural – serie TV, 10x12 (2015)
- Testimone silenziosa (Reluctant Witness), regia di Monika Mitchell – film TV (2015)
- The Family – serie TV, 12 episodi (2016)
- Legends of Tomorrow – serie TV, episodio 3x10 (2018)
- X-Files – serie TV, episodi 11x05-11x10 (2018)
- The Magicians – serie TV, 5 episodi (2018)
- Snowpiercer – serie TV, 5 episodi (2020)
- Chad – serie TV, episodi 1x01-1x02 (2021)
- Guilty Party – serie TV, 5 episodi (2021)
- Il diavolo in Ohio (Devil in Ohio) – miniserie TV, 8 puntate (2022)
- Blockbuster – serie TV, 10 episodi (2022-in corso)
- Tre letti, due bagni, un fantasma (3 Bed, 2 Bath, 1 Ghost) – film TV (2023)

## Doppiatrici italiane
Nelle versioni in italiano delle opere in cui ha recitato, Madeleine Arthur è stata doppiata da:
- Martina Tamburello in Il diavolo in Ohio,  Tutte le volte che ho scritto ti amo, P. S. Ti amo ancora, Tua per sempre
- Sara Labidi in X-Files
- Roisin Nicosia in Il colore venuto dallo spazio
- Emanuela Ionica in Big Eyes